# 鷲見橋
鷲見橋（わしみばし）は、岐阜県郡上市にある東海北陸自動車道の道路橋。
1997年11月に鹿島建設の施工で着工し、1999年11月に竣工。1999年11月27日の白鳥IC - 荘川IC開通に伴い供用開始。
半径600メートルの曲線橋で橋長は436メートル、中央の橋脚高さ118メートル、橋脚位置での地盤から橋面までが126メートルと、主塔を持たない道路橋としては日本一の高さを持つ。
東海北陸自動車道の山岳区間は、構想段階にあった新東名や新名神に採用が見込まれる新技術を試す場として設計された事もあり、鷲見橋の建設にあたっては当時最先端の工法であった高強度コンクリート・高強度鉄筋を用いての大口径深礎基礎やラチェット型油圧ジャッキ（マイティークリーパー）を備えた自昇式足場が採用された。
白鳥IC - 飛騨清見IC間の4車線化拡幅事業に伴い、三井住友建設の施工で2本目の橋に着手、そちらは1本目を上回る橋梁高125mとなり、橋脚高日本一となっている。2本目の下り線の橋は2019年3月20日に高鷲IC - ひるがの高原SA間の4車線化に伴い、供用開始された。

## 概要
- 種別 - コンクリートラーメン橋
- 構造 - 4径間連続ラーメン箱桁橋[1]
- 総工費 - 約35億円（開通済み分）
- 橋長 - 436m
- 支間割 - 82.3m + 135.0m + 135.0m + 82.3m
- 有効幅員 - 11.6m
- 活荷重 - B活荷重
- 架設 - 片持ち架設工法
- 竣工 - 1999年11月
- 施工主体 - 日本道路公団名古屋建設局（現・中日本高速道路名古屋支社）
- 所在地 - 岐阜県郡上市高鷲町鷲見